# Frontière entre la France et le Venezuela
La frontière entre la France et le Venezuela consiste en deux segments maritimes, à l'ouest des îles françaises de Guadeloupe et de Martinique et à l'est de l'île vénézuélienne Isla de Aves.

## Caractéristiques

## Carte des frontières maritimes dans les Caraïbes

Délimitations des frontières maritimes dans les États et territoires des Caraïbes.